# Последний кадр
«Последний кадр» (англ. The Last Shot) — комедия 2004 года.

## Сюжет
Талантливый режиссёр больше всего на свете мечтает снять самый оригинальный фильм на свете. И его мечта может стать реальностью: он получает возможность работать на Род Айленде. Но он не знает, что этому фильму никогда не быть снятым, а за каждым его шагом следит ФБР.

## В ролях
| Актёр             | Роль                 |
| ----------------- | -------------------- |
| Мэттью Бродерик   | Стивен Шац           |
| Алек Болдуин      | Агент ФБР Джо Дивайн |
| Тони Коллетт      | Эмили                |
| Тони Шалуб        | Томми Санз           |
| Калиста Флокхарт  | Валери Уэстон        |
| Тим Блейк Нельсон | маршал Пэрис         |
| Бак Генри         | Лонни Боско          |
| Рэй Лиотта        | Джэк Девин           |
| Иэн Гомес         | агент Нэнси          |
| Трой Уинбуш       | агент Рэй Доусон     |

## Съёмочная группа
- Режиссёр — Джефф Натансон
- Сценарий — Стив Фишман, Джефф Натансон
- Продюсеры — Эллен Эрвин, Дэвид Хоберман
- Композитор — Рольф Кент
- Оператор — Джон Линдли

## Интересные факты
- Слоган фильма — «Реальная история о фильме, который никогда не выйдет на экраны»
- Фильм основан на статье Стива Фишмана, в которой рассказывалась реальная история о том, как ФБР для разоблачения мафии, вмешивающихся в кинематограф, финансировало производство «липового» фильма. При этом режиссёры ни о чём не догадывались
- Фильм очень понравился критикам, но не понравился зрителям  Архивная копия от 8 августа 2006 на Wayback Machine
- Кассовые сборы фильма в США — 464,275 $